# Eric Hultén
Oskar Eric Gunnar Hultén (* 18. März 1894 in Halla, Södermanland; † 1. Februar 1981 in Stockholm) war ein schwedischer Botaniker und Phytogeograph. Sein Autorenkürzel für botanische Taxa lautet Hultén.

## Leben
Hultén legte sein Lizenziat 1931 an der Universität Stockholm ab und arbeitete anschließend als Kurator im Botanischen Museum in Lund. Er disputierte 1937 an der Universität Lund und erhielt den Doktor. Von 1945 bis zu seiner Pensionierung 1961 war Hultén Professor und Chef der botanischen Abteilung des Naturhistoriska riksmuseet in Stockholm.
Hultén trat als Autor mehrerer botanischer Monographien über die nordischen Länder und von seinen Reisen in Sibirien und zu den Aleuten-Inseln auf. Bei seiner Arbeit war er ein unermüdlicher Reisender, der die Pflanzen der nördlichen Hemisphäre untersuchte und katalogisierte sowie Proben von Pflanzen sammelte. Von 1932 an erforschte er in diesem Sinne Alaska und die Aleuten, um deren Pflanzen gültige Bezeichnungen zu geben. Dabei war er der erste Forscher, der die Ähnlichkeiten der Pflanzen in Alaska, mit denjenigen, die er auf früheren Reisen nach Sibirien gesammelt hatte, seit 1937 in einem Zusammenhang mit der Verbindung durch eine Landbrücke, der Beringia, zwischen Alaska und Sibirien während der Eiszeit setzte.
Aus der Ehe mit Elsie Hultén ging Pontus Hultén hervor.

## Ehrungen
Nach Hultén benannt ist die Pflanzengattung Hulteniella Tzvelev aus der Familie der Korbblütler (Asteraceae).

## Werke
- Flora of Kamtchatka and the adjacent Islands. I. Pteridophyta, Gymnospermae and Monocotyledonae. II. Dicotyledoneae, Salicaceae, Cruciferae. Almquist & Wiksell, Stockholm 1928.
- Vegetationsbilder: Süd-Kamtchatka. Gustav Fischer, Jena 1932.
- History of Artic and Boreal Biota. 1937
- Vår svenska flora i färg: Jämte ett urval växter från de nordiska grannlanderna . Svensk Litteratur, Stockholm 1958.
- Amphi-atlantic plants and their phytogeographical connections. Kungl. Svenska Vetenskapsakademiens Handlingar, 7(1). 1958
- Flora of the Aleutian Islands and westernmost Alaska Peninsula with notes on the flora odf Commander Islands . J. Cramer, Weinheim 1960.
- Comments on the flora of Alaska and Yukon. Almquist & Wiksell, Estocolmo 1967.
- History & evolution of the Artic Flora in the footsteps
- Flora of Alaska and Neighboring Territories. A manual of the vascular plants. Stanford 1968.
- The Circumpolar plants: Dicotyledons. Almquist & Wiksell. Stockholm 1970.
- The Circumpolar plants: Vascular Cryptogams, conifers, Monocotyledons. Almquist & Wiksell, Stockholm 1970.
- Atlas of the distribution of Vascular Plants in NW Europe. 1971
- The Plant cover of Southern Kamtchatka. Almquist & Wiksell, Stockholm 1972.
- Men roligt har det varit. Memoirs. 1973